# Ханс Фридрих Гьолер фон Равенсбург
Ханс Фридрих Гьолер фон Равенсбург (на немски: Hans Friedrich Göler von Ravensburg; * 5 март 1565; † 10 декември 1626) е благородник от стария швабски рицарски род Гьолер фон Равенсбург от Крайхгау. Резиденцията на фамилията е дворец Равенсбург при Зулцфелд в Баден-Вюртемберг. Ханс Фридрих Гьолер фон Равенсбург строи „Големия келер“ и дворец Равенсбург.
Той е син Ханс III Гьолер фон Равенсбург (1526 – 1601) и съпругата му Анна Мария фон Геминген († 1576), дъщеря на Волф фон Геминген († 1555) и Анна Маршалк/Маршал фон Остхайм († 1569).
Брат е на бездетния Волфганг Гьолер фон Равенсбург.
Ханс Фридрих Гьолер фон Равенсбург строи „Големия келер“ и 1607 г. дворец Равенсбург (наричан също „Fritzische Schloss“, днес като „Rittersaal“). Над портала на палата се намира алианц-гербът „Гьолер-Ментцинген“ на Ханс Фридрих и съпругата му Катарина фон Ментцинген.
Епитафът за Ханс Фридрих Гьолер фон Равенсбург и неговата съпруга се намира дясно от олтара в евангелската църква в Зулцфелд.

## Фамилия
Ханс Фридрих Гьолер фон Равенсбург се жени на 16 ноември 1603 г. за Катарина фон Ментцинген (* 1585; † 19 октомври 1635), дъщеря на Бернхард фон Ментцинген (1553 – 1628) и Барбара фон Найперг, († 1608). Нейната сестра Анна Мария фон Ментцинген (1582 – 1641) се омъжва на 7 ноември 1603 г. за Енгелхард I Гьолер фон Равенсбург (1570 – 1641), син на Бернхард II Гьолер фон Равенсбург (1523 – 1597) и Мария фон Хиршхорн († 1602).
Те имат десет деца, от които три порастват:
- Йохан Бернхард I (* 13 март 1608; † 1652), женен 1631 г. за София Анна Емилия фон Варнщет (* 1606)
- Катарина (* 1611)
- Волфганг Албрехт (1614 – 1636)